# هرفوي بيريتش
هرفوي بيريتش (بالكرواتية: Hrvoje Perić) مواليد 25 أكتوبر 1985 في دوبروفنيك، جمهورية كرواتيا الاشتراكية، هو لاعب كرة سلة كرواتي. بدأ مسيرته الاحترافية في سنة 2000. يلعب مع رير فينيزيا مستري في ليغا باسكيت الدرجة الأولى. يحمل الرقم 4.

## المسيرة الاحترافية
لعب مع نادي سبليت لكرة السلة من سنة 2002 إلى 2008، ثم لعب مع نادي زادار لكرة السلة من سنة 2008 إلى 2010، ثم لعب مع بالونكيستو مالقا في الدوري الإسباني في موسم 2011–2012، ثم لعب مع نادي زغرب لكرة السلة في سنة 2012، ثم لعب مع جويرينو فانولي باسكت في الدوري الإيطالي في موسم 2012–2013، ثم لعب مع رير فينيزيا مستري في سنة 2013.

## إحصائيات المسيرة

### الدوري الأوروبي
| السنة   | الفريق           | لعب | بدأ | دقيقة | ميداني% | ثلاثية | حرة  | ارتداد | صنع | استلاب | تصدي | نقطة | أداء |
| ------- | ---------------- | --- | --- | ----- | ------- | ------ | ---- | ------ | --- | ------ | ---- | ---- | ---- |
| 2011–12 | بالونكيستو مالقا | 15  | 5   | 20.54 | 60.0    | 7.1    | 71.0 | 2.6    | 1.6 | 0.5    | 0.4  | 7.7  | 9.3  |
| المسيرة |                  | 15  | 5   | 20.54 | 60.0    | 7.1    | 71.0 | 2.6    | 1.6 | 0.5    | 0.4  | 7.7  | 9.3  |

Source:

### كأس أوروبا
| السنة                           | الفريق                | لعب | بدأ | دقيقة | ميداني% | ثلاثية | حرة  | ارتداد | صنع | استلاب | تصدي | نقطة | أداء |
| ------------------------------- | --------------------- | --- | --- | ----- | ------- | ------ | ---- | ------ | --- | ------ | ---- | ---- | ---- |
| كأس أوروبا لكرة السلة 2003–04   | نادي سبليت لكرة السلة | 10  | 4   | 20.06 | 50.0    | 33.3   | 61.1 | 2.1    | 0.2 | 0.9    | 0.3  | 8.0  | 5.5  |
| كأس أوروبا لكرة السلة 2008-2009 | نادي زادار لكرة السلة | 13  | 6   | 26.09 | 53.2    | 42.1   | 61.4 | '3.3'  | 1.8 | 1.5    | 0.3  | 13.0 | 13.8 |
| كأس أوروبا لكرة السلة 2009–10   | نادي زادار لكرة السلة | 6   | 4   | 22.22 | 45.9    | 33.3   | 55.0 | 3.8    | 1.3 | 0.5    | 1.0  | 8.0  | 8.0  |
| كأس أوروبا لكرة السلة 2010–11   | تريفيزو لكرة السلة    | 14  | 4   | 19.40 | 45.9    | 18.2   | 61.0 | 4.0    | 1.2 | 0.8    | 0.1  | 6.3  | 5.9  |
| المسيرة                         |                       | 43  | 18  | 21.94 | 48.8    | 31.7   | 71.0 | 3.3    | 1.1 | 0.9    | 0.4  | 8.8  | 8.3  |

Source.

## روابط خارجية
- هرفوي بيريتش على موقع الاتحاد الدولي لكرة السلة (الإنجليزية)
- هرفوي بيريتش على موقع الدوري الأوروبي لكرة السلة (الإنجليزية)
- هرفوي بيريتش على موقع الدوري الإسباني لكرة السلة (الإسبانية)
- هرفوي بيريتش على موقع كرة السلة الأوروبية.كوم (الإنجليزية)
- هرفوي بيريتش على موقع ريلجم (الإنجليزية)
- هرفوي بيريتش على موقع بروبوليرز (الإنجليزية)
- هرفوي بيريتش على موقع سبورتس رفرنس (الإنجليزية)